# Cryptomeigenia nigripilosa
Cryptomeigenia nigripilosa là một loài ruồi trong họ Tachinidae.